# 하렌나땃쥐
하렌나땃쥐(Crocidura harenna)는 땃쥐과에 속하는 포유류의 일종이다. 남부 에티오피아의 베일 산맥 지역에서만 발견된다. 10 제곱킬로미터 이내의 좁은 지역에서 서식하며, 서식지 감소와 제한된 분포 지역 때문에 멸종 위급종으로 등록되어 있다.